# Raymond Garcin
Raymond Garcin (Basse-Pointe, 1897 — Paris, 1971) foi um neurologista francês.
Raymond Garcin foi um sucessor de Charcot na cátedra da Salpetriére no período de 1947 a 1960.
Os sucessores de Jean-Martin Charcot (1825-1893) na Salpetriére foram: Edouard Brissaud (1852-1909) assumiu a cadeira interinamente de 1893 a 1894; Fulgence Raymond no período de 1844 a 1910; Jules Déjerine (1849-1917) no período de 1910 a 1917; Piere Marie no período de 1917 a 1923; Georges Guillain no período de 1925 a 1947; Théophile Alajouanine e Raymond Garcin (simultaneamente) no período de 1947 a 1960.